# Pseudonaja nuchalis
Espèce
Synonymes
- Pseudelaps bancrofti De Vis, 1911
- Demansia acutirostris Mitchell, 1951
- Pseudonaja imperitor Wells & Wellington, 1985
- Pseudonaja jukesi Wells & Wellington, 1985
- Pseudonaja vanderstraateni Wells & Wellington, 1985

Pseudonaja nuchalis est une espèce de serpents de la famille des Elapidae.

## Répartition
Cette espèce est endémique d'Australie. Elle se rencontre au Queensland, dans le Territoire du Nord et à extrémité nord-est de l'Australie-Occidentale.

## Publication originale
- Günther, 1858 : Catalogue of Colubrine Snakes in the Collection of the British Museum, London, p. 1-281 (texte intégral).